# Чеботарьов Сергій Юрійович
Сергі́й Ю́рійович Чеботарьо́в (нар. 26 березня 1991, Дніпропетровськ) — український футболіст, півзахисник.

## Біографія
Вихованець ДЮСШ «Дніпро» міста Дніпропетровськ, перші тренери — Стрижевский В. С. та В. М. Книш. У 2011 році на правах піврічної оренди виступав за молдовську команду «Іскра-Сталь». У тому ж сезоні клуб вперше в своїй історії виграв Кубок Молдови, який дає право виступати у Лізі Європи, де Сергі́й зіграв 1 матч.
З 2013 по 2014 рік грав у команді «Славутич» (Черкаси), де поступово Сергій став лідером клубу. У травні 2014 року «Славутич» пробивається до півфіналу Кубка України, де зустрівся з чемпіоном країни — донецьким «Шахтарем», до того ж став першим, в історії українського футболу, представником другої ліги на цій стадії розіграшу.
У січні 2016 року став гравцем грузинського клубу «Зугдіді», який очолив українець Юрій Бакалов, під керівництвом якого він грав в «Славутичі». Але після завершення сезону 2015/16 залишив команду. 1 березня 2017 року підписав контракт з «Буковиною», в якій виступав до закінчення 2016/2017 сезону.
На початку лютого 2018 року став гравцем клубу «Худжанд», який є віце-чемпіоном Таджикистану. Дебютував 13 числа того ж місяця в матчі Кубка АФК 2018 проти клубу «Ахал».

## Статистика виступів

### Молодіжна ліга
| Сезон     | Команда                  | Турнір    | Матчі | Голи |
| --------- | ------------------------ | --------- | ----- | ---- |
| 2007–2008 | Дніпро (Дніпропетровськ) | чемпіонат | 6     | 0    |
| 2008–2009 | Дніпро (Дніпропетровськ) | чемпіонат | 16    | 0    |
| 2009–2010 | Кривбас (Кривий Ріг)     | чемпіонат | 13    | 0    |
| 2010–2011 | ФК «Севастополь»         | чемпіонат | 11    | 2    |

### Професіональна ліга
| Сезон     | Команда               | Турнір     | Матчі | Голи |
| --------- | --------------------- | ---------- | ----- | ---- |
| 2010–2011 | Іскра-Сталь (Рибниця) | чемпіонат  | 8     | 0    |
| 2011–2012 | Іскра-Сталь (Рибниця) | чемпіонат  | 15    | 2    |
| 2011–2012 | Іскра-Сталь (Рибниця) | суперкубок | 1     | 0    |
| 2011–2012 | Іскра-Сталь (Рибниця) | єврокубок  | 1     | 0    |
| 2012–2013 | Динамо (Хмельницький) | чемпіонат  | 2     | 0    |
| 2012–2013 | Славутич (Черкаси)    | чемпіонат  | 9     | 0    |
| 2013–2014 | Славутич (Черкаси)    | чемпіонат  | 31    | 5    |
| 2013–2014 | Славутич (Черкаси)    | кубок      | 5     | 1    |
| 2014–2015 | Гірник (Кривий Ріг)   | чемпіонат  | 1     | 0    |
| 2015–2016 | ФК «Зугдіді»          | чемпіонат  | 8     | 0    |
| 2016–2017 | Буковина (Чернівці)   | чемпіонат  | 13    | 1    |
| 2018      | ФК «Худжанд»          | чемпіонат  |       |      |
| 2018      | ФК «Худжанд»          | кубок      |       |      |
| 2018      | ФК «Худжанд»          | суперкубок |       |      |
| 2018      | ФК «Худжанд»          | кубок АФК  | 2     | 0    |
|           | Всього за кар'єру     |            | 96    | 9    |

## Досягнення
- Володар Кубка Молдови: 2010/11
- Фіналіст Суперкубка Молдови: 2011
- Півфіналіст Кубка України: 2013/14